# Augustus Pablo
Pour les articles homonymes, voir Pablo et Swaby.
Augustus Pablo, de son vrai nom Horace Swaby, est un claviériste et producteur de reggae et de dub né le 21 juin 1954 à Saint Andrew, en Jamaïque et mort le 18 mai 1999 à Kingston, en Jamaïque. Il utilise le Mélodica comme instrument principal de ses mélodies.

## Biographie
À l'âge de 15 ans, Horace Swaby se présente dans la boutique de disques Aquarius Records de Herman Chin-Loy pour une audition. Le lendemain, Herman Chin-Loy produit le premier single de Swaby, Iggy Iggy. Le nom « Augustus Pablo » était un pseudonyme utilisé pour les pianistes Lloyd Charmers and Glen Adams dans les productions de Herman Chin-Loy pour Aquarius Records,.
Basé sur un riddim que Chin-Loy achète à Lee Perry, le nouveau single d'Augustus Pablo, East of the River Nile, est une combinaison de mélodica et d'orgue qui lance le Far-East sound sur le devant de la scène.
Après une brève session en tant que pianiste avec le Now Generation Band (en) de Mikey Chung (en), Pablo fréquente le producteur Clive Chin. Ensemble ils sortent la chanson Java en 1971. Ce titre est le début d'une relation qui aboutit à la sortie de l'album This is Augustus Pablo en 1974, ainsi qu'à la production de nombreuses versions du riddim de Java, dont Mava de Dennis Alcapone.
Augustus Pablo travaille avec un bon nombre de producteurs à ses débuts, dont Lee Perry (Hot and Cold), Leonard Chin (Lover's Mood et Pablo in Dub, qui ont lancé le label de Chin, Santic), Gussie Clarke (Born to Dub You, No Entry) et Bunny Lee (The Great Pablo). Parmi ses autres collaborations avec Lee, Pablo's Desire (un dub de titre de John Holt : My Desire), est un énorme succès en 1974. Cette année-là, Augustus Pablo commence à se tourner vers la production. Avec Clive Chin, ils travaillent sur le titre de Paul Whiteman/Blackman, Say So.
Durant cette période, Augustus Pablo a souffert du manque de retombées financières qu'il aurait dû tirer de toutes ces collaborations. Ainsi en 1972, lui et son frère Garth Swaby, fondent leur propre label Rockers, nom du Sound System qu'ils dirigent aussi. (D'autres branches du label de Pablo comme Hot Stuff, Pablo International, Rockers International et Message sont aussi créées). Les premières productions d'Augustus Pablo sous Rockers sont Shanking Easy et Fozen Dub, deux riddims de Studio One vieux de dix ans, réenregistrés et remixés. Cassava Piece, Pablo's Theme Song, Liberation, Thunderbolt Lady, Don Drummond et 555 Crown Street sortent par la suite.
Augustus Pablo lance ensuite un partenariat avec le DubMaster King Tubby, dont les mixes sont la marque de fabrique des nombreuses sorties de Rockers. Leur première grosse collaboration est l'album de 1975 Ital Dub, produit par Tommy Cowan et Warwick Lyn et contenant des versions très « Pabloïfiées » de Road's Block (Bob Marley), Curly Locks (Junior Byles) et de Funeral (Peter Tosh).
Augustus Pablo rencontre son plus gros succès en tant que producteur quand Fred Locks chante Black Star Line, un vieux tube de jazz new-yorkais retravaillé qui raconte l'histoire du rêve de Marcus Garvey de créer une entreprise de bateau à vapeur pour lutter contre le monopole de l'homme blanc sur l'industrie et le commerce (l'entreprise affréta seulement un bateau et ouvrit une ligne de transport de coton entre New York et la Jamaïque, mais cessa rapidement son activité). Immédiatement après la sortie du single, 14 000 copies sont vendues en Jamaïque et 10 000 en Angleterre.
Comblé par le succès, Augustus Pablo travaille avec Freddie McGregor (I'm a Big Star), Big Joe (Jah Guide), Horace Andy (Children of Israel, Problems), I-Roy (Yamaha Ride), Joe Higgs (Creation), et Jacob Miller (Each One Teach One et Who Say Jah No Dread).
En 1978 sort l'album East of the River Nile, mixé au studio Black Ark de Lee Perry. La même année, Pablo produit un enfant de 13 ans appelé Hugh Mundell qui chante Let's All Unite, Book of Life et My Mind. Lui et Mundell collaborèrent pour l'album de 1979, Africa Must be Free by 1983 et pour Time and Place.
Pendant les années 1980, il continue à enregistrer massivement. L'EP de 1980 Augustus Pablo présents el Rockers Chapter I to IV et l'album de 1986 Rising Sun sont grandement appréciés du public. Il refait parler de lui en 1990 pour la production du single et de l'album de Ragamuffin Year de Junior Delgado.
En 1986, Rockers International conclut un accord à court terme avec Island Records, qui met sur le marché des grosses quantités de productions d'Augustus Pablo, dont des 12-inches de Junior Delgado, de Carlton Hones, de Delroy Wilson et d'Augusutus Pablo lui-même : Eastern Promise, Sukiyaki. L'année suivante, il entame une tournée internationale pour la première fois, d'où sortira le Live in Japan.
Augustus Pablo continue à produire les sons du moment, dont Dawn Penn avec le hit Night and Day, et Yami Bolo avec Jah Made Them All. À cette époque le vieux catalogue de Pablo ressort sur le devant de la scène, révélant des chansons déjà sorties et des nouveautés, qui ne font qu'accroître sa réputation de « Soar to New Heights ».
Le 18 mai 1999, Augustus Pablo meurt des suites de troubles du système nerveux qui l'avaient suivi tout au long de sa vie. En son hommage se tient le 17 juin 2000 un concert à Kingston ou se réunissent de grands noms du reggae tels que Sugar Minott, Junior Reid, le saxophoniste Dean Fraser ou encore le guitariste Earl « Chinna » Smith.
Son fils Addis Pablo est musicien de reggae et de dub jamaïcain.

## Discographie
- 1970-1973 - The Red Sea
- 1973 - This Is Augustus Pablo
- 1975 - Dubbing In A Africa
- 1975 - Ital Dub
- 1975 - Thriller
- 1976 - King Tubby Meets Rockers Uptown
- 1977 - East Of The River Nile
- 1979 - Africa Must Be Free by 1983 Dub (with Hugh Mundell)
- 1980 - Eastman Dub
- 1980 - Rockers Meets King Tubby In A Fire House
- 1982 - Earth Rightful Ruler
- 1982 - Rockers Meets King Tubby in a Fire House
- 1986 - Rising Sun
- 1987 - Rockers Come East
- 1988 - Augustus Pablo Presents Eastman Dub (with Tetrack)
- 1990 - Blowing with the Wind
- 1990 - Ragamuffin Dub (with Junior Delgado)
- 1991 - One Step Dub (with Junior Delgado)
- 1991 - Live in Tokyo
- 1993 - Dub Store 90s
- 1993 - Heartical Chart
- 1995 - Selassie I calling
- 1999 - Valley of Jehosophat
- 2001 - Dubbing with the Don

## Compilations
- Original Rockers
- Africa must be free
- Blowing With the wind
- Valley of Jehosaphat